# Kaufdorf
Kaufdorf är en ort och kommun i distriktet Bern-Mittelland i kantonen Bern, Schweiz. Kommunen har 1 121 invånare (2023).